# Misa Criolla
Die Misa Criolla (dt.: „Kreolische Messe“) ist eine Messe des argentinischen Komponisten Ariel Ramírez für 2 Solo-Tenöre, gemischten Chor, Schlagzeug, Klavier und traditionelle Instrumente der Andenregion.

## Hintergrund
Ariel Ramírez komponierte die Messe in den Jahren 1963 und 1964. Seine erste Inspiration für das Schreiben eines religiösen Werkes kam ihm in den 1950er Jahren, als er noch ein unbekannter Musiker war und fern der südamerikanischen Heimat in Westdeutschland (Würzburg) in einem Kloster wohnte. Dort traf er eines Tages die Schwestern Elisabeth und Regina Brückner, die ihm erzählten, dass ein schönes Herrenhaus vor dem Kloster während der Ära des Nationalsozialismus – nur wenige Jahre zuvor – Teil eines Konzentrationslagers (KZ) gewesen sei, und dass sie beide, obwohl die Todesstrafe darauf stand, acht Monate lang Nacht für Nacht Essen zu den Gefangenen brachten.
1954 nahm Ariel Ramírez seine Idee auf einer Seereise von Liverpool nach Buenos Aires wieder auf und beschloss, eines Tages ein musikalisches Werk zu Ehren dieser beiden deutschen Schwestern zu schreiben: „Etwas Profundes, Religiöses, zu Ehren des Lebens. [Etwas,] dass die Menschen auch jenseits des eigenen Glaubens, der eigenen Ethnie, Hautfarbe oder Herkunft einbezieht.“ Häufig wird aufgrund eines Übersetzungsfehlers behauptet, es seien Nonnen. Tatsächlich handelte es sich sogar um fünf Schwestern. Aber nur zwei von ihnen sprachen ausreichend Spanisch.
In den 1960er Jahren besprach Ariel Ramírez seine Idee mit einem Jugendfreund und Priester, Pater Antonio Osvaldo Catena, dem damaligen Präsidenten der bischöflichen Kommission für Südamerika, der die Idee hatte, „eine Messe mit Rhythmen und musikalischen Formen dieses Landes zu komponieren“.
Nachdem die ersten Entwürfe angefertigt waren, war es ein anderer Priester und Chorleiter, Pater Jésus Gabriel Segade, der die Chor-Arrangements machte. Pater Segade war auch der Leiter des Chores (Cantoría de la Basílica del Socorro) in der ersten Fassung der kreolischen Messe.
Die Misa Criolla wird zusammen mit Navidad Nuestra als bekannteste Komposition von Ramírez angesehen und gilt aufgrund dessen weit über die Grenzen Südamerikas hinaus als bedeutendstes Werk argentinischer Sakralmusik. In Lateinamerika ist sie eines der populärsten Werke christlicher Musik, die auch bei Laienchören sehr beliebt ist. Sie gilt als Beispiel für die Inkulturation des Christentums in Südamerika.

## Konzeption
Die Misa Criolla wurde in der Zeit komponiert, als das Zweite Vatikanische Konzil durch die Konstitution Sacrosanctum Concilium vom 4. Dezember 1963 erlaubte, als Liturgiesprache der Heiligen Messe auch die jeweilige Landessprache zuzulassen. Der Text entspricht der offiziellen spanischen Messliturgie, die einzelnen Teile sind jedoch jeder mit einem anderen Rhythmus interpretiert, der jeweils aus einer anderen Region Argentiniens stammt.
Sie besteht aus fünf liturgischen Teilen:
- Kyrie: Baguala-Vidala (Tucumán)
- Gloria: Carnavalito (Anden)
- Credo: Chacarera trunca (Santiago del Estero)
- Sanctus: Carnaval cochabambino (Cochabamba)
- Agnus Dei: Estilo pampeano (La Pampa)

## Tonaufnahmen und erste Aufführungen

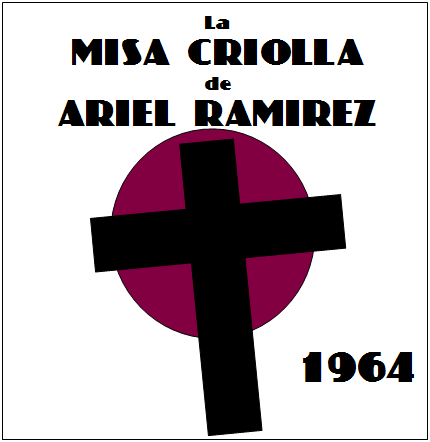
Cover der Misa Criolla mit Los Fronterizos, Jaime Torres, Chango Farías Gómez, Raúl Barboza, Luis Amaya, der Cantoría de la Basílica del Socorro, und einem Orchester regionaler Musiker. Ariel Ramírez war auch der künstlerische Leiter dieses Albums.

1964, noch vor der offiziellen Uraufführung (am 20. Dezember 1965 in Mercedes, Uruguay), nahm das Tonstudio Philips Records eine Aufnahme der Misa Criolla auf und popularisierte dadurch das Stück. 1967 tourte Ramírez mit weiteren Künstlern (u. a. Los Fronterizos, Carlos Amaya, Jaime Torres, Domingo Cura) mit der Misa Criolla durch Europa. Die Europa-Premiere fand in der Liederhalle Stuttgart statt. Weitere Stationen führten unter anderem durch Deutschland, die Niederlande, Belgien und die Schweiz. Auf Grund von Vorbehalten seitens konservativer Katholiken wegen der Abkehr von der lateinischen Sprache in der Messe und der Mischung mit populärer folkloristischer Musik wurde sie erst 1968 erstmals in Ramírez’ Heimatland Argentinien aufgeführt.
Es gibt zahlreiche Aufnahmen der Misa Criolla in ihrer Originalfassung mit zwei Tenor-Solopartien, so wie sie von Ramírez konzipiert worden war. In den beiden neueren Aufnahmen jedoch wurde jeweils eine Tenor-Solopartie eliminiert und die verbleibende von José Carreras (1987) bzw. von Mercedes Sosa (2000) gesungen.

## Hörprobe
2021 veröffentlichte die Deutsche Grammophon mit Daniel Hope, dem Zürcher Kammerorchester, dem Palau de la Música Vocal Quartet, Michael Metzler, Rubén Dubrovsky und Sebastián Sciaraffia eine neue Aufnahme der Misa Criolla:
- Zweites Stück: Gloria

## Einzelne weitere Aufführungen
- Schon 1968 wurde die Misa Criolla vom Universitätschor „Branko Krsmanovic“ in Belgrad unter der Leitung des damaligen Dirigenten der Belgrader Oper Bogdan Babic aufgeführt. Das Notenmaterial hatte der Komponist direkt zur Verfügung gestellt.
- 2014 sang ein argentinischer Chor (mit Patricia Sosa) unter Leitung von Facundo Ramírez, dem Sohn des Komponisten, die Misa Criolla im Petersdom für Papst Franziskus.

## Die Misa Criolla als Filmmusik
Der Anfang der Messe wird als Filmmusik in Léolo (1992) verwendet.